# Mitsubishi R5
Mitsubishi R5 (Mitsubishi Mirage R5) – samochód rajdowy kategorii RC 2, klasy R5 (WRC2), który został po raz pierwszy zaprezentowany w roku 2014. Jest to auto zbudowane na podstawie drogowego modelu Mitsubishi Mirage, w niektórych krajach nazwanym Space Star. Samochód napędzany jest silnikiem o pojemności 1620 ccm znanym z Mitsubishi Lancer EVO X, samochód posiada pięciobiegową skrzynię Sadev, napęd na cztery koła oraz zawieszenie MacPherson połączone z amortyzatorami Ohlins.

## Dane techniczne[2]

### Silnik
- czterocylindrowy 16 zaworowy, 1,6 l (1620 cm³), turbina Garrett ze zwężką 32mm, ECU Gems
- Moc maksymalna: 280 KM przy 7500 obr./min
- Maksymalny moment obrotowy: 450 N•m przy 7500 obr./min

### Przeniesienie napędu
- Skrzynia biegów firmy Sadev 5-biegowa sekwencyjna, mechaniczny dyferencjał z przodu i tyłu ze sprzęgłem firmy AP Racing

### Zawieszenie
- MacPherson
- Amortyzatory firmy Ohlins
- Podwozie firmy Docal

### Hamulce
- firmy AP Racing, 4 zaciski przód i tył, tarcze wentylowane o średnicy 355 mm (asfalt) i 300 mm (szuter i lód)

### Koła
- Asfalt: 18 x 8 cali
- Szuter: 15 x 7 cali
- Śnieg: 16 x 5 cali

## Oficjalna strona auta
- Oficjalna strona